# 中国丝绸城步行街
中国丝绸城步行街是杭州市的一条丝绸特色街。整条街南起凤起路，北至体育场路，长达1150余米，具有古朴典雅的建筑风格和浓厚的文化气息。

## 简介
街区占地2.5万平方米，近千家企业经营各种真丝面料、丝绸服装、各种丝绸原料、丝织工艺品、领带、围巾、丝绸旅游纪念品。产品远销国内外，是中国最大的丝绸专业批发、零售市场。
街檐坊上，西側為西湖名勝古蹟畫，搭配相對應的歷代詩詞，東側為中國古代絲綢文化畫与唐詩，共計200餘幅畫組成了一幅巨形的山水長軸，以讓人了解絲綢與杭州的历史。
新华路丝绸文化特色街和中国丝绸城联为一体，是一个集文化、旅游、商贸于一体的景点。这里已成为继清河坊历史文化街区之后的又一条步行街。

## 图片
- 南入口
- 北门